# Cynops
Cynops là một chi động vật lưỡng cư trong họ Salamandridae, thuộc bộ Caudata. Chi này có 7 loài và 43% bị đe dọa hoặc tuyệt chủng.

## Các loài
- Cynops chenggongensis Kou and Xing, 1983
- Cynops cyanurus Liu, Hu, and Yang, 1962
- Cynops ensicauda (Hallowell, 1861)
- Cynops fudingensis Wu, Wang, Jiang, and Hanken, 2010
- Cynops glaucus Yuan, Jiang, Ding, Zhang, and Che, 2013
- Cynops orientalis (David, 1873)
- Cynops orphicus Risch, 1983
- Cynops pyrrhogaster (Boie, 1826)
- Cynops wolterstorffi (Boulenger, 1905)
- Cynops yunnanensis Yang, 1983

## Hình ảnh

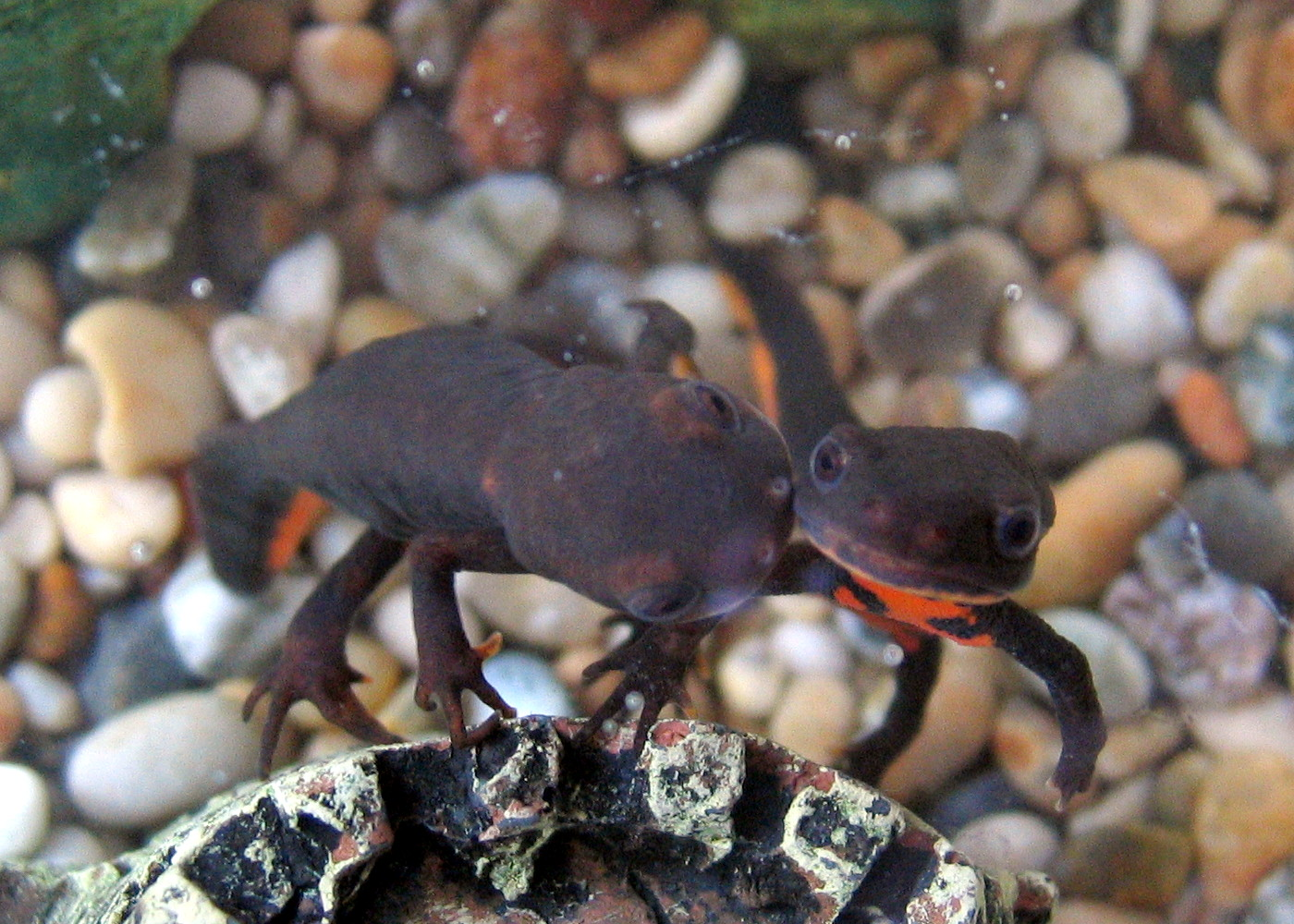
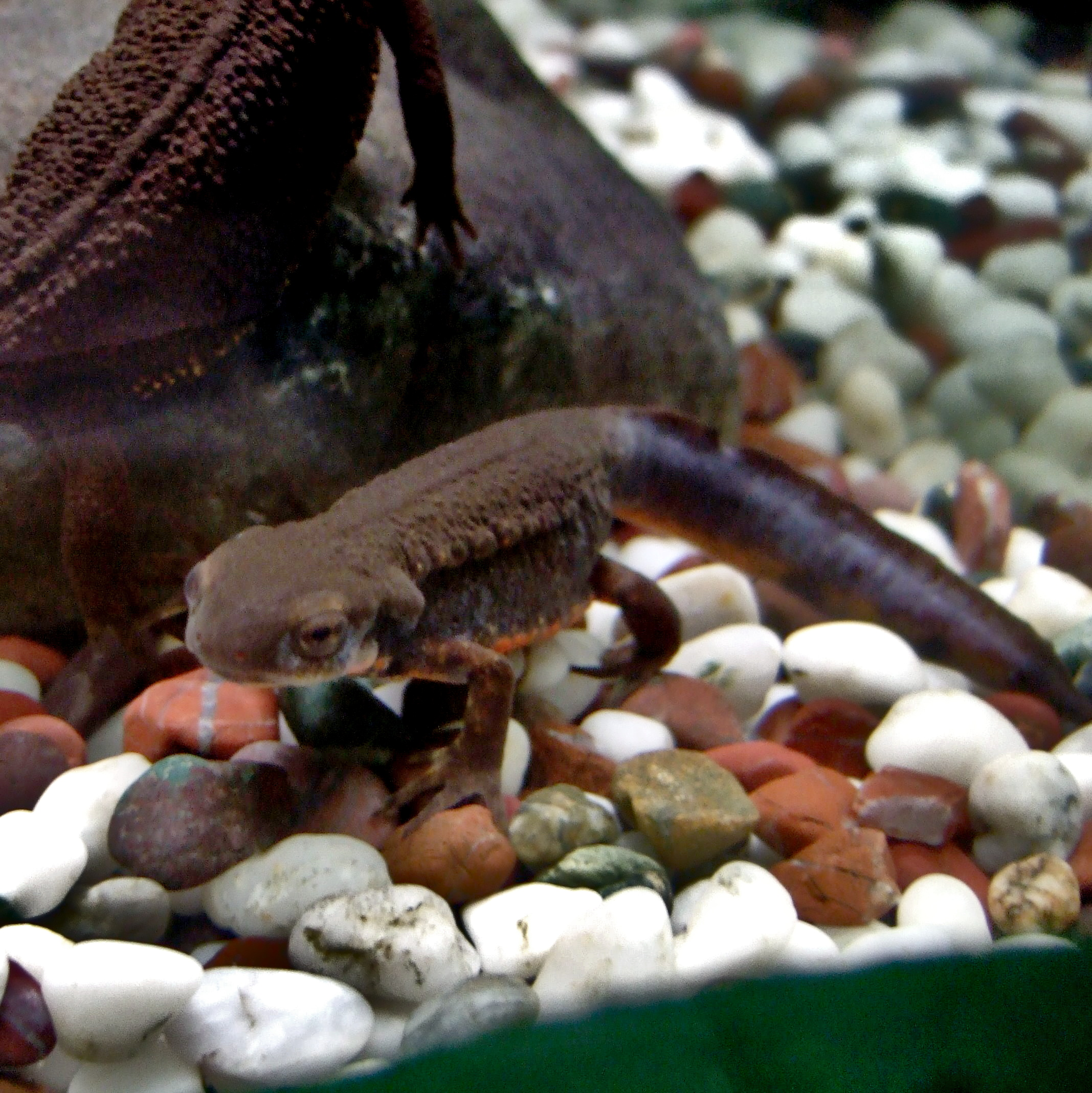
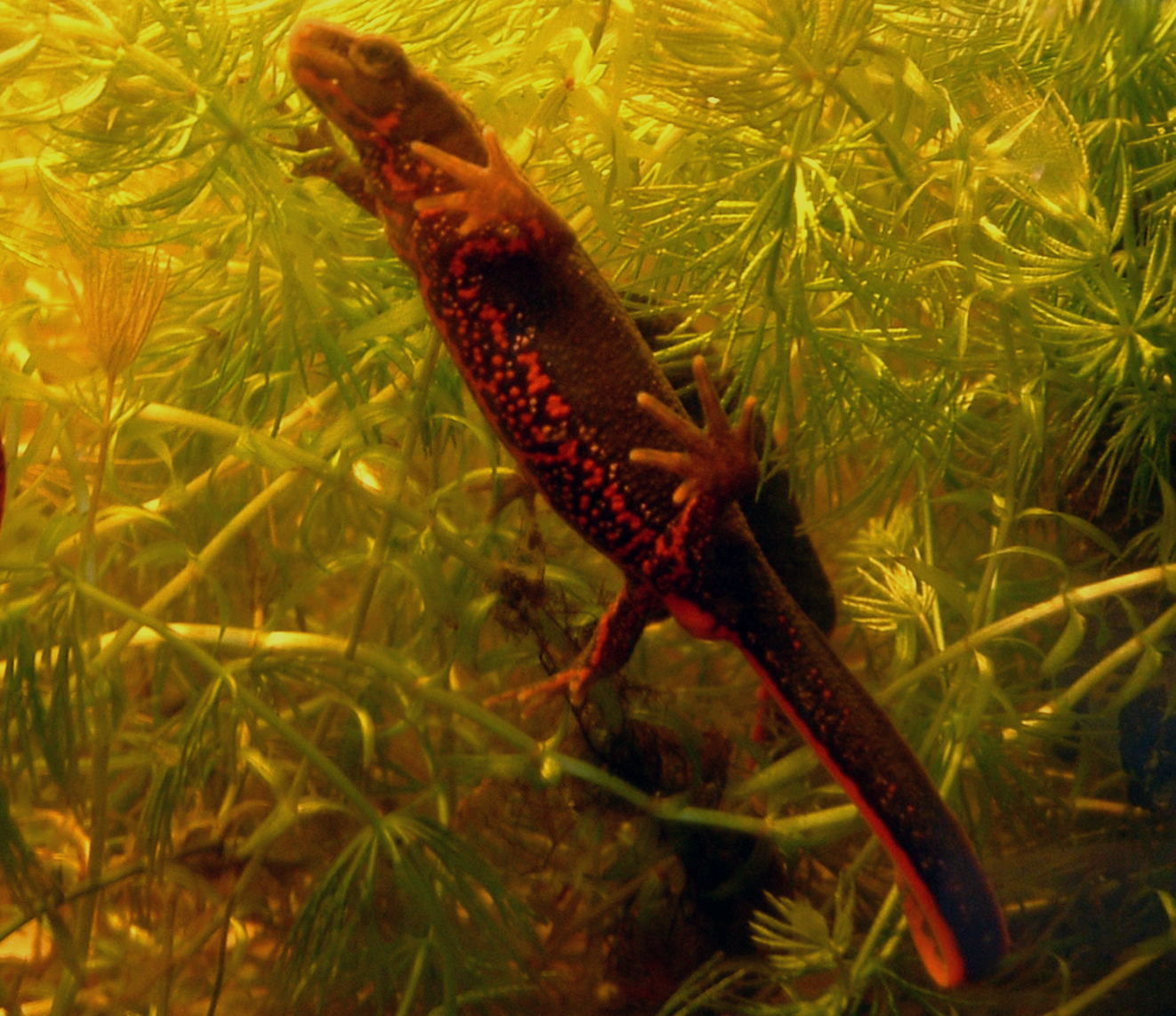
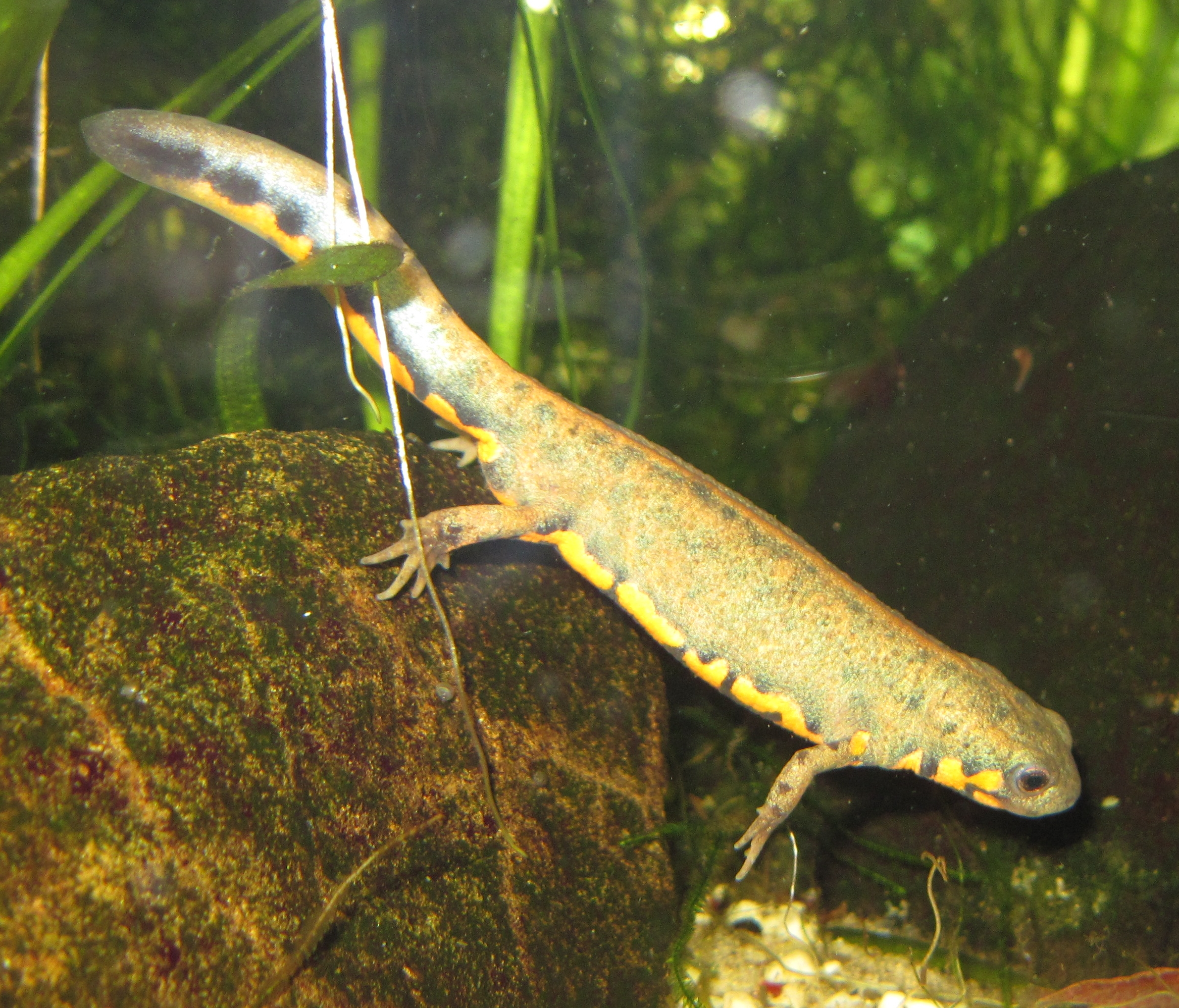